# Urrke T
Urrke T, född 1967 i Kiruna, är en svensk musiker. Han är främst basist och sångare, men har även spelat trummor i diverse konstellationer. Urrke T har medverkat i livesammanhang, såväl som på skivor med så skilda artister som till exempel Maryslim, Mora Träsk, Turning Point, Jakob Gordin, Urrke T & The Midlife Crisis, Kitty & The Kowalskis (US), och Bizex-B.  
Urrke T:s senaste musikaliska projekt innefattar Urrke T & The Midlife Crisis, ett renodlat punkrockband, tillsammans med Dregen (Backyard Babies), Robert Eriksson (Hellacopters) och Måns Månsson (Crimson Shadows, Maggots). De har släppt tre singlar på Bootleg Booze Records. Urrke T har även tillsammans med bland andra trummisen Danny "Furious" O'Brien (The Avengers, Joan Jett, etc) bildat bandet Plantfood.
Våren 2017 släppte Urrke T en solosingel i samband med sin 50-årsdag. 

## Kuriosa
Urrke T är omnämnd i texten till Doktor Kosmos låt "Doktor Kosmos är på släppfest för P.F Commandos nya skiva 'Manipulerade mongon' i Gävle" (2008).

## Diskografi

### Kassetter
- Fosgen -Pack (1983)
- Texas Arsenal -I'm Worried (1993)
- Mora Träsk -Träskliv (1997) MTM

### Album
- Mora Träsk -Träskliv (1997) MTM
- Maryslim -Saints from hell (vinyl) (1999) Safety Pin Records
- Maryslim -Maryslim (2001) White Jazz Records
- Maryslim -Live n' loaded (2002) Wild Kingdom Records
- Maryslim -Split Vision (2004) Wild Kingdom Records
- Maryslim -A Perfect Mess (2007) Wild Kingdom Records
- Bizex-B -Tillbaka Med En Smäll (2007) Rebel Records

### EP och singlar
- King Size -I Love London (1986) KSPHB
- King Size -I Love You (1987) West Bell Sinclair
- Mora Träsk -Vem Har Tagit Min Kexchoklad (1997) MTM
- Jacob Gordin -Brynäs Kom (1997) Trudani Records
- Maryslim -Nothing in common (2001) White Jazz Records
- Maryslim -Quite intoxicated (2001) White Jazz Records
- Maryslim -B.T.L (2004) Wild Kingdom Records
- Urrke T & The Midlife Crisis -Ask Not What You Can Do For Your Country... EP (2004) Bootleg Booze Records
- Maryslim -My Time EP (2005) Wild Kingdom Records
- Midlife Crisis -Cranked Up Really High EP (2007) Bootleg Booze Records
- Midlife Crisis -Third Crisis EP (2011) Bootleg Booze Records
- Urrke -Vår Tid 1977 EP (2017) Erik Axl Sund Records
- Midlife Crisis -Samma Sak EP (2018) Bootleg Booze Records

### Medverkan på hyllnings-skivor
- 11th Street Tales - A Tribute To Hanoi Rocks (2000) Feedback Boogie
- Born To Raise Head - A Tribute To GG Allin (2000) Feedback Boogie
- Alpha Motherfuckers - A Tribute To Turbonegro (2001) Bitzcore Records
- The Song Ramones The Same - A Tribute To The Ramones (2002) White Jazz Records
- 20 Years Too Soon - A Tribute To The Nomads (2003) Wild Kingdom Records
- A Tribute To The Creatures Of The Night - Kiss (2003) Nuclear Blast

### Webbkällor
- https://web.archive.org/web/20100906014348/http://www.blaskan.nu/Blaskan/Nummer85/Musik/musikintervju_med_urrke.html
- http://rogertsblogg.blogspot.com/2008/04/partaj-i-gvle.html
- http://leppe.blogspot.com/2008/03/urrke-t.html
- http://www.punktjafs.com/ny/gavlepunk_fakta.htm
- http://www.punktjafs.com/ny/bizex_gd.htm
- http://www.myspace.com/plantfoodpunk